# David Alexander Stoddart
Pour les articles homonymes, voir David Stoddart et Stoddart.
David Alexander "Dave" Stoddart (6 septembre 1857-12 octobre 1942) est un homme politique canadien de la Colombie-Britannique. Il est député provincial de la indépendant des circonscriptions britanno-colombiennes de Lillooet de 1890 à 1894, de Lillooet East d'une élection partielle en 1895 à 1898 et deputé Provincial de 1924 à 1928,.

## Biographie
Né à Owen Sound dans le Canada-Ouest (Ontario), Stoddard réside à Clinton en Colombie-Britannique avant de s'établir dans la région de Cariboo pendant la construction du chemin de fer du Canadien Pacifique en 1888. Il opère ensuite un magasin et ensuite la 83 mile House, d'abord construit comme un refuge pour les dilligences sur le route Cariboo He died in Vancouver at the age of 85.
Stoddart meurt à Vancouver en octobre 1942 à l'âge de 85 ans.